# Bradavičasta žutika
Bradavičasta žutika (lat. Berberis verruculosa) je planinska biljka podrijetlom iz zapadne Kine. 

## Opis
Ova biljka naraste 1 – 2 m. Listovi su joj dugi 1,5 – 2 cm. Kožasti su, s gornje strane su tamnozeleni, a s donje bjelkasti. Cvjetovi su mali i žute boje. Sazrijevaju u tamnoljubičaste plodove duge 6 – 10 mm. 
Bradavičasta žutika je dobila ime po tome što se na njoj nalaze neka zaobljena, manje ili više identična mjesta. Sazrijeva u hladu ili u djelomičnoj hladovini.